# Кизилкогам
Кизилкога́м (каз. Қызылқоғам) — село у складі Аккулинського району Павлодарської області Казахстану. Входить до складу Ямишевського сільського округу.
Населення — 327 осіб (2021; 397 у 2009, 532 у 1999, 628 у 1989).
Національний склад станом на 1989 рік:
- казахи — 100 %